# Louis Fuzelier
Louis Fuzelier (Paris, 24 octobre 1674, - Paris, 18 septembre 1752) est un auteur dramatique, librettiste, poète, chansonnier et goguettier français.

## Éléments biographiques
La vie de Louis Fuzelier est mal connue. Sa date de naissance reste discutée. Les dictionnaires anciens le disent mort à 80 ans en 1752, ce qui est presque exact. 
Louis Fuzelier est né à Paris le 24 octobre 1674, fils de Louis Pierre Fuzelier, alors marchand mercier, et de Marie Despeignes. Il avait donc 78 ans au moment de sa mort.
Il a vraisemblablement été en contact avec des personnages puissants, comme la duchesse du Maine et le cardinal de Fleury ; nous conservons également copie de lettres adressées à madame de Pompadour. Nous savons par ailleurs qu’il fait en 1731 un séjour en prison, accusé d’être l’auteur d’une épigramme injurieuse pour plusieurs personnages influents du temps.
L’inventaire après décès de Louis Fuzelier, conservé aux Archives nationales nous en dit un peu plus. 
Il a deux sœurs, Marguerite et Marie-Claude, toutes deux célibataires en 1752. Fuzelier n’était pas marié : c’est pourquoi ce sont ses sœurs qui héritent. L’homme vivait largement et avait un vestiaire étendu. Son imposante bibliothèque fait l’objet d’un inventaire particulier (par lots), avec 37 numéros. Par exemple, on note :
« N° 4 Item vingt sept volumes indouze dont theâtre italien prisés ensemble vingt quatre livres »
Parmi les papiers se trouvent différents contrats, dont celui du Mercure de France, en date du 10 décembre 1744, qu’il partageait avec Charles-Antoine Leclerc de La Bruère.

## Œuvres

### Théâtre
Avec plus de 240 pièces écrites seul ou en collaboration (avec, entre autres, Lesage, Piron, d'Orneval, Pannard, Destouches), il est l'un des seuls auteurs du XVIIIe siècle à avoir écrit pour tous les théâtres de Paris : les théâtres de la foire (aussi bien l'Opéra-Comique que les Marionnettes), la Comédie-Italienne, la Comédie-Française, l'Académie royale de musique. Il est aussi l'auteur de plusieurs livrets d'opéra, dont celui des Indes galantes, opéra-ballet de Jean-Philippe Rameau.
Il commence sa carrière d'auteur à la Foire en 1701, avec Thésée ou la Défaite des Amazones, et se retire des de la vie dramatique en 1749 après l'opéra-ballet Le Carnaval du Parnasse.
Parmi ses pièces, on compte un nombre important de parodies d'opéra, parodiant parfois même ses propres livrets. Ainsi, en 1723, après avoir donné à l'Opéra, sur une musique de Colin de Blamont, Les Fêtes grecques et romaines, il s'autoparodie dans La Rencontre des Opéras, pièce non représentée, puis dans Les Saturnales, pièce elle-même parodiée dans Les Débris des Saturnales. Il est, avec ses contemporains l'abbé Pellegrin et Delisle de La Drevetière, l'un des rares auteurs à avoir pratiqué l'autoparodie.
Son goût pour la parodie le conduit par ailleurs à intégrer des citations parodiques d'opéras et de tragédies dans ses autres pièces. À cet égard, La Matrone d'Éphèse (1714) est un bon exemple : on y trouve des citations de Cadmus et Hermione et d'Amadis de Lully et Quinault, et l'on peut même considérer la fin du premier acte (scènes 5 à 7) de La Matrone d'Éphèse comme une espèce de parodie (l'expression est employée au XVIIIe siècle, par exemple dans le Dictionnaire des théâtres de Paris) de l'acte III de Cadmus et Hermione.
Fuzelier fut dès le début l'un des auteurs attitrés de l'Opéra-Comique, qui se tenait alors pendant les foires Saint-Germain et Saint-Laurent. Il dirigera des théâtres à plusieurs reprises. Il s'attribue aussi l'idée de faire jouer des pièces, pendant les périodes d'interdictions, comme quand la parole est interdite aux acteurs, par les marionnettes.
Il ne faut pas négliger sa contribution au répertoire de la nouvelle Comédie-Italienne qui s'installe à l'Hôtel de Bourgogne en 1716. Dans ce théâtre où Marivaux crée la majorité de ses pièces, il donne des parodies aussi bien que des comédies en prose mêlant jeu italien (lazzi) et exploration des sentiments, par exemple Mélusine en 1719, dont les problématiques sur l'amour ne sont pas sans rappeler celles de Marivaux. Ainsi, il est en 1718 avec Autreau l'un des premiers à fournir une pièce en français, L'Amour maître de langues à la troupe de Luigi Riccoboni.

### Autres œuvres et activités
Fuzelier, de 1715 à 1750, collabora au régiment de la Calotte, au côté d'autres, au sein du groupe des poètes turlupins. Ce groupe, en particulier, rédigeait les brevets comiques que le régiment de la Calotte décernait.
Dès sa création, en 1729, il fit partie de la célèbre goguette de la Société du Caveau, première du nom.
Fuzelier fut également l'un des principaux rédacteurs du Mercure de France, dont il détint le privilège avec Charles Dufresny et Antoine de La Roque de 1721 à 1744, puis avec La Bruère de novembre 1744 à juin 1748. Il collabora par ailleurs aux « nouvelles à la main ».
Il est encore l’auteur d’environ soixante-dix textes de cantates, mis en musique par Louis-Nicolas Clérambault, Nicolas Bernier, Jean-Baptiste Stuck, Jean-Baptiste Morin, Philippe Courbois, etc.
Enfin, Fuzelier est également l’auteur de plusieurs textes théoriques, en particulier un Discours sur la parodie (intégré dans les recueils Les Parodies du nouveau Théâtre-Italien), et les préfaces de ses livrets d'opéras.

## Liste des œuvres

### Académie royale de musique
- Les Amours déguisés, ballet en un prologue et 3 entrées, musique de Thomas-Louis Bourgeois (1713)
- Arion, tragédie en musique en un prologue et 5 actes, musique de Jean-Baptiste Matho (1714)
- Les Âges, ballet en un prologue et 3 entrées, musique d'André Campra (1718)
- Les Fêtes grecques et romaines, ballet héroïque en un prologue et 3 entrées, musique de François Colin de Blamont (1723)
- La Reine des Péris, comédie persane en un prologue et 5 actes, musique de Jacques Aubert (1725)
- Les Amours des dieux, ballet héroïque en un prologue et 4 entrées, musique de Jean-Joseph Mouret (1727)
- Les Amours des déesses, ballet héroïque en un prologue et 3 entrées, musique de Jean-Baptiste-Maurice Quinault (1729)
- Le Caprice d'Erato ou les Caractères de la musique, divertissement en un acte, musique de François Colin de Blamont (1730)
- Les Indes galantes, ballet héroïque en un prologue et 4 entrées, musique de Jean-Philippe Rameau (1735)
- L'École des amants, ballet en un prologue et 3 entrées, musique de Jean-Baptiste Niel (1744)
- Le Carnaval du Parnasse, ballet héroïque en un prologue et 3 entrées, musique de Jean-Joseph Cassanéa de Mondonville (1749)
- Tibulle et Délie, opéra en un acte, musique de Mademoiselle Beaumesnil (1784) (remise en musique du livret des Fêtes grecques et romaines de Colin de Blamont)

### Comédie-Française
- Cornélie Vestale, tragédie (1713)
- Momus fabuliste ou les Noces de Vulcain, comédie en un acte, musique de Jean-Baptiste-Maurice Quinault (1719)
- Les Amusements de l'automne, divertissement en un prologue et 2 actes (1725)
- Les Amazones modernes (avec Marc-Antoine Legrand), comédie en 3 actes (1727)
- Le Procès des sens, comédie en un acte (1732)

### Comédie-Italienne
- La Mode, prologue, musique de Jean-Joseph Mouret (1718)
- L'Amour maître de langues, comédie, musique de Jean-Joseph Mouret (1718)
- La Fée Mélusine, comédie en 3 actes, musique de Jean-Joseph Mouret (1718)
- La Rupture du Carnaval et de la Folie, parodie (1719)
- Hercule filant, parodie (1721)
- Les Noces de Gamache, comédie, musique de Jean-Joseph Mouret (1722)
- Le Vieux monde, ou Arlequin somnambule, comédie en un prologue et un acte, musique de Jean-Joseph Mouret (1722)
- Arlequin Persée, parodie (1722)
- Le Serdeau des théâtres, comédie en un acte (1723)
- La Parodie (1723)
- Les Saturnales, parodie (1723)
- Les Débris des Saturnales (1723)
- Amadis le cadet, parodie, musique de Jean-Joseph Mouret (1724)
- Momus exilé, ou les Terreurs paniques, parodie, musique de Jean-Joseph Mouret (1725)
- L'Italienne française (avec Biancolelli et Romagnesi), comédie en un prologue et 3 actes, musique de Jean-Joseph Mouret (1725)
- La Bague magique, comédie en un acte, musique de Jean-Joseph Mouret (1726)

### Théâtre de la Foire
- Thésée ou la Défaite des Amazones, divertissement mêlé d'intermèdes comiques (1701) Foire Saint-Laurent, Jeu des Victoires, Troupe de Bertrand
- Le Ravissement d'Hélène, le siège et l'embrasement de Troie (1705) Foire Saint-Germain, Troupe de Bertrand
- Arlequin et Scaramouche vendangeurs, divertissement (1710) Foire Saint-Laurent, Grand jeu du préau
- Apollon à la Foire, divertissement muet (1711) Foire Saint-Germain, Jeu de Paume d'Orléans
- Jupiter curieux impertinent, divertissement (1711) Foire Saint-Germain, Troupe d'Allard et Lalauze
- Scaramouche pédant, divertissement (1711) Foire Saint-Laurent, Troupe de Dolet et La Place
- Orphée ou Arlequin aux enfers, divertissement (1711) Foire Saint-Laurent, Troupe de Dolet et La Place
- Arlequin Enée ou la prise de Troie, comédie en un prologue et 3 actes (1711) Foire Saint-Laurent, Grand jeu du préau, Pantomimes
- La Matrone d'Ephèse (1714) Foire Saint-Germain, Troupe de la Veuve Baron
- Arlequin défenseur d'Homère, pièce en un acte (1715) Foire Saint-Laurent
- Pierrot furieux ou Pierrot Roland, parodie (1717) Foire Saint-Germain, Jeu de Paume d'Orléans, Troupe de la Veuve Baron
- Les Animaux raisonnables (avec Marc-Antoine Legrand), opéra-comique en un acte (1718) Foire Saint-Germain
- Arlequin Endymion (avec Alain-René Lesage et Jacques-Philippe d'Orneval) (1721) Foire Saint-Germain, Troupe de Francisque
- L'Ombre du cocher poète (avec Alain-René Lesage et Jacques-Philippe d'Orneval), prologue (1722) Foire Saint-Germain, Marionnettes
- Le Rémouleur d'amour (avec Alain-René Lesage et Jacques-Philippe d'Orneval), pièce en un acte (1722), Foire Saint-Germain, Marionnettes
- Pierrot Romulus ou le Ravisseur poli (avec Alain-René Lesage et Jacques-Philippe d'Orneval), parodie (1722), Foire Saint-Germain, Marionnettes
- Les Vacances du théâtre, opéra-comique en un acte (1724) Foire Saint-Germain
- L'Audience du Temps ou l'Occasion, prologue (1725) Foire Saint-Germain
- PIerrot Pierrette, opéra comique (1725) Foire Saint-Germain
- Les Quatre Mariamnes, opéra-comique (1725) Foire Saint-Germain
- La Réconciliation des sens, pièce en un acte (1732) Foire Saint-Laurent, Opéra-Comique
- L'Enfer galant, parodie (1729) Foire Saint-Laurent
- Le Trompeur trompé, parodie (1733) Foire Saint-Germain
- Polichinelle maître d'école, parodie (1744) Foire Saint-Laurent

### Pièces de Fuzelier
- Parodies du Nouveau Théâtre Italien, Paris, Briasson, 1738, 4 vol. Contient une défense des parodies, sous le titre Discours à l'occasion d'un discours de M. D. L. M. (vol. 1), et neuf des parodies de Fuzelier, dont La Rupture du Carnaval et de la Folie (1719), Hercule filant chez Omphale (1721), Arlequin Persée (1722), Le Serdeau des théâtres (1723), La Parodie, tragi-comédie (1723), Amadis le cadet (1724) et Momus exilé ou les terreurs paniques (1725).
- Les manuscrits BnF  fr. 9332, 9333, 9335, 9336 et 9337 sont consacrés au « théâtre inédit de Fuzelier », et contiennent environ 75 pièces écrites seul ou en collaboration.
- La Grand-mère amoureuse, parodie d'Atys[6], a Marionnette parody of Lully's Atys by Louis Fuzelier dans Dorneval from 1726, éd. Susan Harvey, Middleton, A-R Éditions, 2008.
- Théâtre de la foire : anthologie de pièces inédites, 1712-1736, dir. Françoise Rubellin, Montpellier, Espaces 34, 2005, p. 83-173. Cet ouvrage contient entre autres deux pièces de Fuzelier : La Matrone d'Éphèse et Pierrot furieux ou Pierrot Roland.

### Littérature sur Fuzelier et ses pièces
- Gustave Vapereau, Dictionnaire universel des littératures, Paris, Hachette, 1876, p. 845-6
- David Trott, « Pour une histoire des spectacles non officiels : Louis Fuzelier et le théâtre à Paris en 1725-1726 », Revue d'Histoire du Théâtre, 1985. 3, p. 255-275.
- David Trott, « Deux visions du théâtre: la collaboration de Lesage et Fuzelier au répertoire forain », Lesage, écrivain (1695-1735), éd. Jacques Wagner, Amsterdam, Rodopi, 1997, p. 69-79.
- David Trott, « A Dramaturgy of the unofficial stage: the non-texts of Louis Fuzelier », L'Âge du théâtre en France / The Age of Theatre in France, éd. David Trott & Nicole Boursier, Edmonton, Academic Printing and Publishing, 1988, p. 209-18.
- David Trott, « Textes et réécritures de textes : le cas des Fêtes grecques et romaines de Louis Fuzelier », Man and Nature / L'Homme et la Nature, vol. III, Edmonton, Academic Printing and Publishing, 1984, p. 77-88.
- David Trott, « Louis Fuzelier et le théâtre: vers un état présent », Revue d'Histoire littéraire de la France, vol. 83, no. 4 (juillet-août 1983), p. 604-17.
- Françoise Rubellin, « Stratégies parodiques à la Foire et aux Italiens : le dénouement d'Atys de Lully et Quinault », Le Théâtre en musique et son double (1600-1762), actes du colloque L'Académie de musique, Lully et la parodie de l'opéra réunis par D. Gambelli et L. Norci Cagiano, Paris, Champion, 2005, p. 141-190.
- Françoise Rubellin (dir.), Théâtre de la foire : anthologie de pièces inédites, 1712-1736, Montpellier, Espaces 34, 2005, p. 83-87.
- Françoise Rubellin, « Écrire pour tous les théâtres : le cas singulier de Louis Fuzelier », dans L'Opéra de Paris, la Comédie-Française et l'Opéra-Comique (1672-2010): approches comparées, dir. Sabine Chaouche, Denis Herlin et Solveig Serre, Paris, Études et rencontres de l’École des Chartes, 2012, p. 267-279.